# Wodnik błotny
Wodnik błotny (Rallus limicola) – gatunek średniej wielkości ptaka z rodziny chruścieli (Rallidae). Nie jest zagrożony wyginięciem.
MorfologiaDługość ciała 20–25 cm; masa ciała: samce 64–124 (średnio 94) g, samice 67–80 (średnio 74) g.
Jedyny mały północnoamerykański wodnik z długim dziobem. Pióra na wierzchu głowy i plecach oliwkowe. Policzki szare. Gardło i pierś rdzawe. Na bokach białe i czarne prążki. Pokrywy podogonowe białe. Dziób długi, pomarańczowo-czarny. Palce u nóg długie.
Zasięg, środowiskoSłodkowodne bagna, od środkowej części Ameryki Północnej po Amerykę Południową. Zimuje na przymorskich mokradłach.
PodgatunkiNa liście ptaków świata opracowywanej we współpracy BirdLife International z autorami Handbook of the Birds of the World wyróżnia się cztery podgatunki R. limicola:
- R. l. limicola Vieillot, 1819 – wodnik błotny[3] – południowa Kanada, zachodnie, środkowe i północno-wschodnie USA; zimuje od południowo-zachodniej Kanady i wschodnich Wielkich Jezior przez południe USA do Meksyku.
- R. l. friedmanni Dickerman, 1966 – pas wulkaniczny środkowo-południowego Meksyku oraz skrajnie południowy Meksyk po środkową Gwatemalę.
- R. l. aequatorialis Sharpe, 1894 – wodnik ekwadorski[3] – skrajnie południowo-zachodnia Kolumbia oraz Andy Ekwadoru.
- R. l. meyerdeschauenseei Fjeldså, 1990 – wybrzeże Peru (od Trujillo na południe po Arequipę).

Międzynarodowy Komitet Ornitologiczny (IOC) oraz serwis Birds of the World wydzielają podgatunki aequatorialis i meyerdeschauenseei do osobnego gatunku Rallus aequatorialis.
StatusMiędzynarodowa Unia Ochrony Przyrody (IUCN) uznaje wodnika błotnego za gatunek najmniejszej troski (LC – Least Concern). Globalny trend liczebności populacji uznawany jest za wzrostowy.